# Conclusie van antwoord
De conclusie van antwoord is het processtuk waarmee de gedaagde in een civiele procedure reageert op de dagvaarding.

## Gang van zaken
In een procedure voor een rechtbank die wordt ingeleid met een dagvaarding, kan de gedaagde uitsluitend door middel van een conclusie van antwoord laten weten in hoeverre hij het eens is met de stellingen in de dagvaarding, en waarmee hij het niet eens is. Het eerste wordt een erkenning genoemd en het tweede een verweer. In de conclusie van antwoord moet tevens worden aangegeven over welke bewijzen de gedaagde beschikt. De gedaagde kan in hetzelfde stuk ook een tegenvordering instellen; deze wordt eis in reconventie genoemd.
Nadat de conclusie van antwoord bij de rechtbank is ingediend door een advocaat – of als de zaak dient voor de sector kanton door de partij zelf of door diens gemachtigde – zal de rechter een van de volgende beslissingen nemen:
- in een tussenvonnis wordt een mondelinge behandeling (voorheen: comparitie) gelast;
- in uitzonderlijke gevallen kan de rechter beslissen dat er eerst nog een schriftelijke ronde plaatsvindt. De eiser wordt dan in de gelegenheid gesteld een conclusie van repliek te nemen, waarop de gedaagde mag reageren met een conclusie van dupliek. Een dergelijke conclusiewissel kan ook nog worden bevolen na de mondelinge behandeling.
- als er bewijs nodig is om de kwestie te beslissen wordt er een tussenvonnis gewezen waarin de rechter bepaalt welke partij wat moet bewijzen.[1]
- de rechter spreekt een eindvonnis uit.

## Opbouw van een conclusie
- gerecht waar de zaak dient
- rolnummer
- datum van de zitting waarop de conclusie wordt genomen
- naam van de conclusie
- naam en woonplaats van de partij die de conclusie neemt (gedaagde)
- naam en woonplaats van de wederpartij (eiser)
- conclusie in ruime zin: de feiten en bewijsmiddelen
- conclusie in enge zin: gevolgtrekking uit conclusie in ruime zin
- handtekening van de advocaat/gemachtigde

## Verstek
Wanneer een gedaagde niet verschijnt op de zitting die is aangegeven in de dagvaarding en dus ook geen conclusie van antwoord laat indienen, zal verstek worden verleend. In dat geval wordt de eis, indien deze de rechter niet bij voorbaat onrechtmatig of ongegrond lijkt, toegewezen. Het is meestal onverstandig om niet op een dagvaarding te reageren en geen standpunt aan de rechter te laten weten. Er zijn daarna slechts een paar mogelijkheden om deze alsnog rekening te laten houden met het verweer van een gedaagde, bijvoorbeeld na 'zuivering van het verstek'. Het verstek kan in kantonzaken worden gezuiverd door een schriftelijk bericht van de gedaagde zelf aan de rechtbank, sector kanton, of als het gaat om de sector civiel van de rechtbank door een advocaat, waarmee duidelijk wordt gemaakt dat de gedaagde in de procedure (alsnog) zijn standpunt kenbaar wil maken voordat de rechter vonnis zal wijzen. Maar dat moet wel vóór het uitspreken van het(eind)vonnis worden gedaan bij de juiste rechtbank en sector die het proces binnen de rechtbank behandelt.
Een andere mogelijkheid is dat na het verstekvonnis bezwaar gemaakt wordt.  Er moet dan verzet worden ingesteld met tussenkomst van een deurwaarder. De oorspronkelijk gedaagde wordt dan 'opposant'. Daarna wordt de zaak dan alsnog inhoudelijk behandeld.